# Toine Lagro-Janssen
Toine (Antoine) Lagro-Janssen (auch A.L.M. Lagro-Janssen) (geboren am 30. Juni 1948 in Elsloo) ist eine niederländische Hausärztin und Medizinprofessorin. Ihr Forschungsschwerpunkt ist die Frauen- und Geschlechtermedizin mit einem besonderen Fokus auf der Lehre. Sie engagiert sich außerdem für von Gewalt betroffene Frauen und für eine bessere berufliche Stellung von Ärztinnen.

## Werdegang
Lagro-Janssen studierte an der Radboud-Universität in Nijmegen Medizin und absolvierte nach dem Examen 1975 eine Weiterbildung in Allgemeinmedizin (niederländisch: huisartsengeneeskunde). Von 1977 bis 2013 war sie in einer Hausarztpraxis in Nijmegen tätig und zugleich akademisch an die Abteilung für Familienmedizin, Sozialmedizin und Pflegeheimmedizin am Medizinischen Zentrum der Radboud-Universität (Radboud UMC) angebunden.
1991 promovierte Lagro-Janssen mit einer Arbeit zu Inkontinenz bei Frauen. 1996 wurde sie an der Radboud-Universität zur außerordentlichen Professorin für Frauenstudien in der Medizin ernannt. Ihre APL-Professur wurde 2004 in eine reguläre Professur umgewandelt. Mit einer internationalen Fachtagung wurde Lagro-Janssen am 5. Juli 2013 aus dem Amt verabschiedet. Ihre Nachfolge trat 2017 Sabine Oertelt-Prigione an. Lagro-Janssen steht auch nach ihrer Pensionierung weiterhin für die Beratung von Opfern sexueller und/oder häuslicher Gewalt zur Verfügung. Innerhalb des Verbands Niederländischer Ärztinnen (VNVA) ist sie weiterhin als Mentorin und Coachin tätig.

## Forschungs- und Arbeitsschwerpunkte
Basierend auf ihrer hausärztlichen Tätigkeit gilt das wissenschaftliche Interesse von Lagro-Janssen der Frauen- und Geschlechtermedizin. Schwerpunkte sind die Erforschung von Inkontinenz und Beckenbodenproblemen bei Frauen, sexuellem Missbrauch und häuslicher Gewalt. Ein besonderes Augenmerk liegt auf den Geschlechteraspekten in der medizinischen Aus- und Weiterbildung. In einem Interview für WONCA, die Welt-Organisation der Hausärztinnen und Hausärzte, vom September 2014 formulierte sie, dass es das Ziel ihrer Arbeit als Hochschullehrerin gewesen sei, „bei Medizinstudierenden und Ärztinnen und Ärzten das Bewusstsein für Geschlechterfragen zu schärfen und sie in klinisch relevanten Geschlechterunterschieden bei Erkrankungen und Beschwerden zu unterrichten“. Im Auftrag des Niederländischen Ministeriums für Bildung, Kultur und Wissenschaft leitete Lagro-Janssen ein Projekt zur Implementierung von Sex und Gender in Studium und Weiterbildung an allen sieben Medizinfakultäten in den Niederlanden, bei dem u. a. Kriterien für Geschlechtersensibilität in der Lehre erarbeitet wurden und umfangreiches Lehrmaterial entstand.
In ihrem Arbeitsfeld der geschlechtersensiblen Medizin ist Lagro-Janssen auch über die Landesgrenzen der Niederlande hinweg aktiv. Sie trug durch die Beteiligung an internationalen Projekten und Tagungen, beispielsweise in Berlin und Hannover zur Etablierung der medizinischen Geschlechterforschung auch in Deutschland bei, was u. a. 2019 zu einer aus Hochschulpaktmitteln geförderten Bestandsaufnahme der Integration von Geschlechteraspekten in die Lehre an 32 Medizinfakultäten in Deutschland führte.
Als Hochschullehrerin betreute Lagro-Janssen bisher zahlreiche Doktorarbeiten, die die medizinische Geschlechterforschung z. B. hinsichtlich der Vermittlung in der Lehre, der geschlechterspezifischen Fächerwahl oder der Gesundheits- und Zugangsprobleme weiblicher Migrantinnen ohne Dokumente in den Blick nehmen.

## Funktionen und Mitgliedschaften
Lagro-Janssen hatte und hat zahlreiche Funktionen und Ämter inne. Sie leitete das Wissenszentrum "Gender und Diversität in der medizinischen Ausbildung" an der Radboud-Universität. Sie war Vorsitzende der NHG-Arbeitsgruppe "Frau und Allgemeinmedizin", des Rahmenprogramms "Urogynäkologie", des Professorinnen-Netzwerks der Radboud-Universität sowie des dortigen Ausschusses für medizinische Ausbildung. Lagro-Janssen ist auch Mitbegründerin des Universitäts-Gesundheitszentrums Heyendael und Initiatorin und Leiterin des 2012 gegründeten Zentrums für sexuelle und häusliche Gewalt Nijmegen. Außerdem gehört sie dem Niederländischen Gesundheitsrat an.

## Preise und Auszeichnungen
Für ihre Dissertation wurde Lagro-Janssen 1992 vom VNVA mit dem Corrie Hermannprijs ausgezeichnet. 2007 wurde sie für ihre Verdienste um die Stärkung der Position von Frauen als Patientinnen und Ärztinnen, besonders auch in internationaler Perspektive, zur Offizierin des Ordens von Oranien-Nassau ernannt. Gemeinsam mit dem Lehrteam erhielt sie für "Geschlechtsspezifische Medizin im medizinischen Lehrplan" den Lehrpreis der Radboud-Universität. 2013 wurde sie für ihren Einsatz für die hausärztliche Versorgung vom niederländischen Kollegium der Allgemeinmediziner und Allgemeinmedizinerinnen mit dem NHG-Speld, einer Ehrennadel, ausgezeichnet. Der VNVA verlieh Lagro-Janssen für ihre Verdienste um Ärztinnen, insbesondere Allgemeinmedizinerinnen, und für ihr Engagement für die geschlechtersensible Medizin die Ehrenmitgliedschaft.